# 大石良雄
大石 良雄（おおいし よしお / おおいし よしたか、万治2年〈1659年〉- 元禄16年2月4日〈1703年3月20日〉）は、江戸時代前・中期の武士。播磨赤穂藩の筆頭家老。通称は内蔵助（くらのすけ）。官名から大石 内蔵助（おおいし くらのすけ）と称されることが多い。江戸時代中期に起きた赤穂事件の赤穂浪士四十七士の指導者として知られ、これを題材にした人形浄瑠璃・歌舞伎『仮名手本忠臣蔵』で有名になった。忠臣蔵の作品群では「大星 由良助（おおぼし ゆらのすけ）」の名で伝えられる。
長男の大石良金（主税）も赤穂浪士の一人で最年少である。

## 概要
播磨赤穂藩浅野家の永代家老家に生まれる。祖父大石良欽の跡を継いで若くして家老となる。
1701年（元禄14年）3月14日に主君の赤穂藩主浅野長矩（内匠頭）が江戸城内において高家吉良義央（上野介）に遺恨ありとして殿中刃傷に及ぶも討ち漏らして即日切腹、赤穂藩は改易となった。一方義央には何の咎めもなかった。赤穂城明け渡しをめぐって浅野家中では開城、切腹、抵抗など議論があったが、最終的には良雄が家中の意見をまとめ、藩札や藩の借金の処置にも努め、4月19日に城を受城使脇坂安照に引き渡した。
その後山城国山科に移住。この時期には長矩の弟浅野長広（大学）による浅野家再興を働きかけつつ、それがかなわなかったときには主君長矩の恥辱をそそぐため義央を討つ計画を進めていたと見られる。1702年（元禄15年）7月に長広の浅野本家預けが決まったことでお家再興の望みは消え、同月に良雄は京都円山に同志を集めて「吉良邸討入り」の意志を確認した。
その後江戸へ下向。47人の赤穂浪士を率いて同年12月14日から15日に両国の向かいにあった本所一ツ目の吉良邸へ討ち入り、武林隆重が吉良を斬殺、義央の首級をあげて泉岳寺の長矩の墓前に供えた。その後赤穂浪士は幕府の命により4家の大名家に分けてのお預かりとなり、良雄は熊本藩主細川綱利に預けられた。翌1703年（元禄16年）2月4日に切腹となった。遺骸は高輪泉岳寺の長矩の墓のそばに葬られた。
この事件は竹田出雲の「仮名手本忠臣蔵」などの浄瑠璃や歌舞伎によって劇化されてから国民的関心を集めた。1912年（大正元年）には兵庫県赤穂市に大石良雄以下四十七士を主神とする大石神社が竣工すると、浪士たちは「義士」とたたえられた。

## 出自
大石家は藤原秀郷の末裔小山氏の一族である。代々近江国守護佐々木氏のもとで栗太郡大石庄（滋賀県大津市大石東町・大石中町）の下司職をつとめていたため、大石を姓にするようになった。その後、大石氏は応仁の乱などで没落したが、大石良信の代には豊臣秀次に仕えた。秀次失脚後、良信の庶子にして次男の大石良勝（良雄の曽祖父）は京で仏門に入れられたが、京を脱走し江戸で浪人した後、浅野家に仕えるようになった。良勝は、大坂夏の陣での戦功が著しかったため、浅野長政の三男・長重（長矩の曽祖父で常陸国真壁・笠間藩主）の永代家老に取り立てられる。長重の長男・長直は赤穂に転封されたので、大石家も赤穂に移ることになる。
良勝の長男・大石良欽も赤穂藩浅野家の筆頭家老となる。また良勝の次男・大石良重も家老となり、浅野長直（長矩の祖父）の娘・鶴姫を妻に迎えており、その子の2人はいずれも浅野長直に分知されて旗本（浅野長恒と浅野長武）になった。
大石良欽は鳥居忠勝（鳥居元忠の子）の娘を娶り、その間に大石良昭を長男として儲けた。その良昭と備前岡山藩の重臣・池田由成の娘・くまの間に長男として、播州赤穂城内に生まれたのがこの大石良雄である。幼名は松之丞（一説に竹太郎）。
第6代将軍御台所・近衛熙子とは大石氏の一族、小山氏が代々近衛家諸太夫を勤める縁戚関係でもある。このため、熙子の弟・近衛家熈が義士碑に揮毫している。
家紋は右二ツ巴。

## 生涯

### 前歴

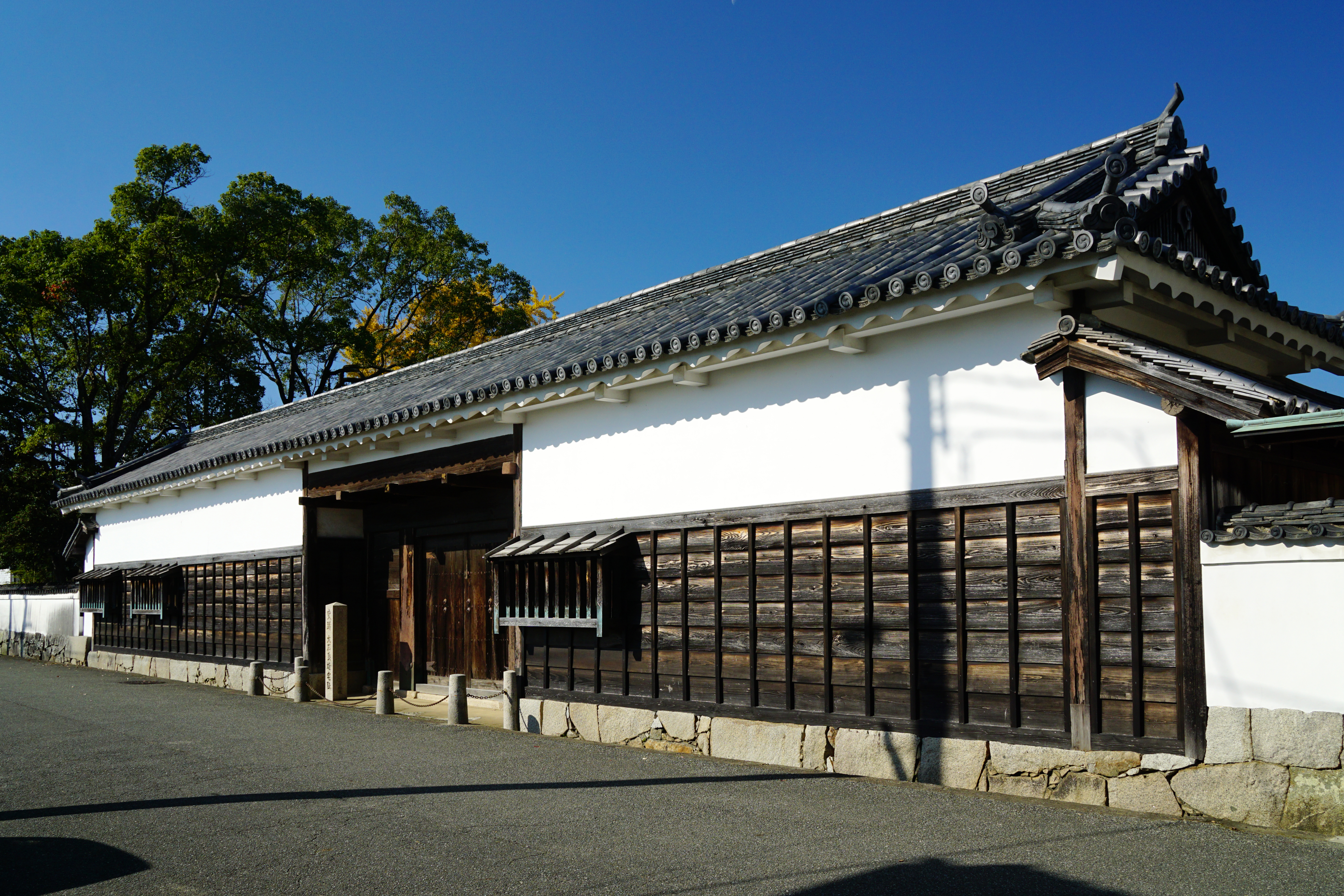
大石邸長屋門 （赤穂市）

万治2年（1659年）、大石良昭の長男として生まれる。幼名は松之丞。
延宝元年（1673年）9月6日、父・良昭が34歳の若さで亡くなったため、祖父・良欽の養子となった。またこの年に元服して喜内（きない）と称するようになる。延宝5年（1677年）1月26日、良雄が19歳のおりに良欽が死去し、その遺領1,500石と内蔵助（くらのすけ）の通称を受け継ぐ。また赤穂藩の家老見習いになり、大叔父・良重の後見を受けた。
延宝7年（1679年）、21歳のときに正式な筆頭家老となる。しかし平時における良雄は凡庸な人物だったようで、「昼行燈」と渾名されており、藩政は老練で財務に長けた家老大野知房が担っていた。貞享4年（1686年）には但馬豊岡藩筆頭家老・石束毎公の18歳の娘・りくと結婚。元禄元年（1688年）、彼女との間に長男・松之丞（後の主税良金）を儲けた。さらに元禄3年（1690年）には長女・くう、元禄4年（1691年）には次男・吉之進（吉千代とも）が生まれている。
元禄5年（1692年）より奥村重舊に入門し、東軍流剣術を学んでいる。また元禄6年（1693年）には京都で伊藤仁斎に入門して儒学を学んだという。
元禄7年（1694年）2月、備中松山藩水谷家が改易となった際、主君・浅野長矩が収城使に任じられた。良雄は先発して、改易に不満で徹底抗戦の姿勢を見せていた松山城に単身入り、水谷家家老鶴見内蔵助を説得して無事に城を明渡させた。二人が偶然同じ「内蔵助」であったことから「両内蔵助の対決」として世間で評判になったという逸話もあるが、これは討ち入り事件後に創作された話らしく、明確な資料に基づいているわけではない。城の受け取りが無事に済むと長矩は赤穂へ帰国したが、良雄は在番として留まり、翌年に安藤重博が新城主として入城するまでの一年半余り、松山城の管理を任せられた。元禄8年（1695年）8月に赤穂へ帰国。元禄12年（1699年）には次女・るりが生まれている。元禄13年（1700年）6月には長矩が参勤交代により赤穂を発つ。

### 松の廊下刃傷と赤穂浅野家断絶
元禄14年（1701年）2月4日、浅野長矩は江戸へ下向する東山天皇の勅使の接待役を幕府より命じられた。接待指南役は高家肝煎・吉良義央であった。
3月14日、江戸城では勅旨に対して将軍が奉答する勅答の儀が執り行われるはずであった。しかし儀式が始まる直前、松之大廊下において長矩は吉良義央に対して刃傷におよんだ。尊皇心の厚い将軍・徳川綱吉は朝廷との儀式を台無しにされたことに激怒し、長矩を大名としては異例の即日切腹に処し、さらに赤穂浅野家をお家断絶とした。一方、吉良には何の咎めもなかった。この時、大石不在の鉄砲洲にある赤穂藩邸に暴徒が押しかけ騒ぎが起きている。

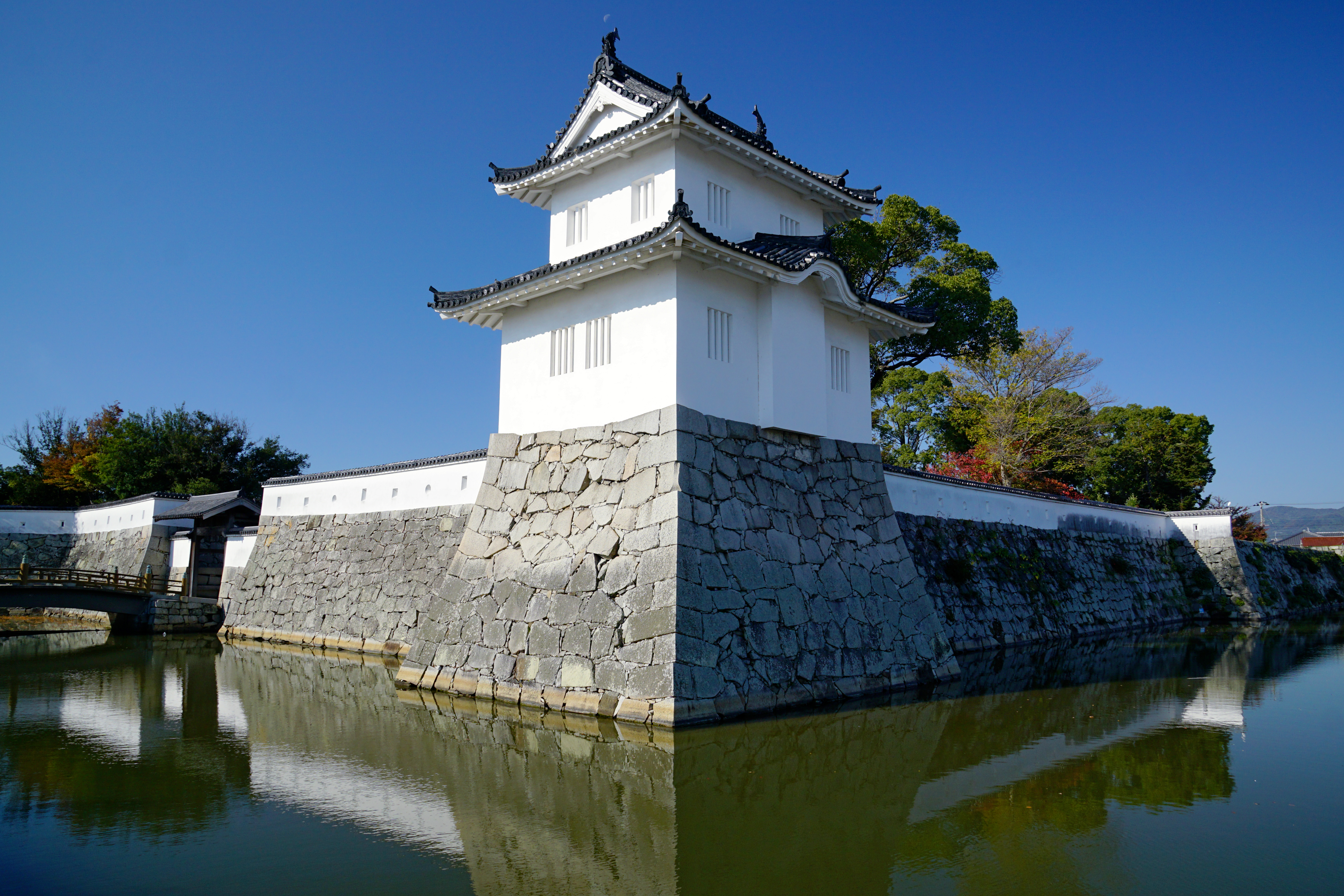
赤穂城　高麗門二層櫓（復元）

早水満尭と萱野重実の第一の急使、足軽飛脚による第二の急使、原元辰と大石信清の第三の急使、町飛脚による第四・第五・第六の急使、と次々に赤穂藩邸から国許赤穂へ情報が送られ、3月28日までには刃傷事件・浅野長矩切腹・赤穂藩改易といった情報が出揃った。3月27日、家臣に総登城の号令がかけられ、3日間にわたって評定が行われたが、藩士たちは幕府の処置に不満で徹底抗戦を主張する篭城派と、開城すべきとする恭順派に分かれて議論は紛糾した。恭順派の大野知房は、篭城派の原元辰・岡島常樹などと激しく対立し、4月12日には赤穂から逃亡した。こうした中、良雄は篭城殉死希望の藩士たちから義盟の血判書を受け取り、城を明け渡した上で長矩の弟・浅野長広を立てて御家再興を嘆願し、あわせて吉良義央の処分を幕府に求めることで藩論を統一する。また良雄は、紙くず同然になるであろう赤穂藩の藩札の交換に応じて赤穂の経済の混乱を避け、また藩士に対しても分配金を下に厚く上に軽くするなどの配分をおこなって、家中が分裂する危険の回避につとめた。しかし、「四分六分」の換金率（額面の4割）だと言われた備前商人は喧嘩になり、藩札交換して貰えなかったため池田家が肩代わりしている。
また、良雄は物頭の月岡治右衛門と多川九左衛門を江戸に派遣して、幕府収城目付・荒木政羽らに浅野家再興と吉良上野介処分を求めた嘆願書をとどけさせた。
4月18日、荒木らが赤穂に到着すると、良雄自身も浅野家再興と吉良義央処分について3度の嘆願を行っている。こうした良雄の努力もあって荒木個人の協力は得られたようで、江戸帰還後に荒木は老中にその旨を伝えている。翌日4月19日、隣国龍野藩藩主・脇坂安照と備中足守藩藩主・木下公定率いる収城軍に赤穂城を明け渡した。赤穂城退去後は遠林寺において藩政残務処理にあたり、この間は幕府から29人扶持を支給された。5月21日に残務処理もあらかた終わった6月25日、ついに良雄は生まれ故郷赤穂を後にした。

### お家再興運動と江戸急進派との軋轢

大石内蔵助（旅姿）の銅像。（御崎）

赤穂退去後、良雄は家族とともに京都山科に隠棲した。良雄が山科を選んだのは、大石家が近衛家の遠縁であるとともに、大石家の縁戚・進藤俊式の一族で近衛家家臣の進藤長之が管理していた土地だったことや、大津の錦織にいた従叔父（母の従兄弟）・三尾正長と行き来し、浅野家再興の政界工作をするためでもあったと考えられる。
また、大石家の外戚にあたる卓巖という人物が、泉涌寺塔頭の来迎院の住職をしており、この人物を頼って良雄は来迎院の檀家となって寺請証文を受け、いわば身分証明書を手に入れた形となった。そして、山科の居宅と来迎院を行き来し、来迎院にしつらえた茶室「含翆軒」にて茶会を行いながら、旧赤穂藩士たちと密議をおこなったといわれる。
しかし、この頃から早くも浅野家遺臣たちの意見は二つに分かれはじめていた。一つは奥野定良（1,000石組頭）・進藤俊式（400石足軽頭）・小山良師（300石足軽頭）・岡本重之（400石大阪留守居役）ら高禄取りを中心にしたお家再興優先派、もう一つは堀部武庸（200石江戸留守居役）・高田郡兵衛（200石馬廻役）・奥田重盛（150石武具奉行）ら腕自慢の家臣を中心に、小禄の家臣たちに支持された吉良義央への仇討ち優先派である。それぞれの派の特徴として、前者は赤穂詰めの家臣が多く、後者は江戸詰めの家臣であることが多かったため、後者を江戸急進派とも呼んだ。
一党の頭目たる良雄自身は、どっちつかずの態度で分裂を回避しながら、実際にはお家再興に力を入れて、江戸急進派に時節到来を待つよう促すという立場をとった。赤穂を立ち去る前には遠林寺住職・祐海を江戸へ送って、将軍・綱吉やその生母桂昌院に影響力を持っていた神田護持院の隆光大僧正などに浅野家再興の取り成しを依頼し、7月には小野寺秀和とともに浅野長矩の従兄弟にあたる美濃大垣藩主・戸田氏定と浅野家再興を議するために、大垣を訪れている。また先に嘆願した荒木政羽からも良雄へ「浅野家お家再興の望みあり」という書状が届いていた。
しかし、お家再興よりも吉良義央の首を挙げることを優先する堀部武庸ら江戸急進派は、この間も良雄に江戸下向を促す書状を再三にわたり送り付けている。良雄は江戸急進派鎮撫のため、9月下旬に原元辰（300石足軽頭）・潮田高教（200石絵図奉行）・中村正辰（100石祐筆）らを江戸へ派遣、続いて進藤俊式と大高忠雄（20石5人扶持腰物方）も江戸に派遣した。しかし彼らは逆に堀部に論破されて急進派になってしまったため、10月、良雄が自身で江戸へ下向した（第一次大石東下り）。良雄は江戸三田（東京都港区三田）の前川忠大夫宅で堀部と会談し、浅野長矩の一周忌になる明年3月に決行を約束した。またこの時、かつて赤穂藩を追われた不破正種が一党に加えてほしいと参じている。良雄は長矩の眠る泉岳寺へ参詣した際に主君の墓前で不破の帰参と同志へ加えることの許可を得た。この江戸下向で荒木や長矩の瑤泉院とも会っている。江戸で一通りやるべきことを終えた良雄は、12月には京都へ戻った。帰京後、嫡男大石良金を元服させている。大石良金は盟約に加わることを望み、良雄はこれを許した。
しかし、この帰京後から、良雄の廓などでの放蕩がひどくなった。『仮名手本忠臣蔵』の影響で、これは吉良家や上杉家の目を欺くための演技であるというのが半ば定説化している。しかし良雄はもともと赤穂藩時代から自由気ままな遊び人であり、本当に楽しんでいた面もあった可能性は高い（『甲子夜話』では大石内蔵助らが十人も引き連れて伏見で豪遊し「墨硯をつまに持たせ天井に落書いたし候」と文句を書い、連中が使った金は自身の工面では無かろうとしている。但し、松浦静山は作中では赤穂義士にはすべて蔑称か呼び捨て、吉良には必ず敬称をつけ、平戸藩邸（下屋敷）は本所にあり吉良邸に近いこと、静山自身も柳の間で諸大名に江戸城での作法や礼儀を指南していること、吉良氏秘伝の『吉良懐中抄』を平戸藩は家宝として今日まで継承していること 、義央を救いに吉良邸に駆け付けた津軽氏を絶賛し、「南部の大石内蔵助」と評された相馬大作を罵倒していること、等多くの点で吉良寄りであり公平な第三者とは言い難い）。近年の『忠臣蔵』のドラマでも、「人間内蔵助」を描こうとして後者に描かれることが多い。一方で、良雄放蕩の根拠とされる『江赤見聞記』は、脱盟者の進藤俊式と小山良師が言ったことをそのまま載せたものとみられており、『堀部筆記』にもまるで出てこないことから、そもそも放蕩の事実はないとする説も有力。
この年の年末からは脱盟者も出始めており、その一人は江戸急進派の中心人物・高田郡兵衛であった。これは江戸急進派の顔を失わせる結果となり、その発言力を弱めさせた。良雄はこれを好機として元禄15年（1702年）2月の山科と円山での会議において「大学様の処分が決まるまで決起しない」ことを決定。吉田兼亮（200石加東郡郡代）と近松行重（馬廻250石）を江戸に派遣して江戸急進派にこれを伝えた。しかし江戸急進派は納得せず、良雄をはずして独自に決起することを模索しつつ、ついに6月には江戸急進派の頭目・堀部武庸が自ら京都へ乗り込んでくる。「もはや大石は不要」として良雄を斬り捨てるつもりだったとも言われる。しかしちょうどこの頃、遠林寺の祐海などを通じて良雄もお家再興が難しい情勢を知らされていた。7月18日、ついに幕府は浅野長広にたいして広島藩お預かりを言い渡した。ここにお家再興は絶望的となり、幕府への遠慮は無用となった。

### 討ち入り

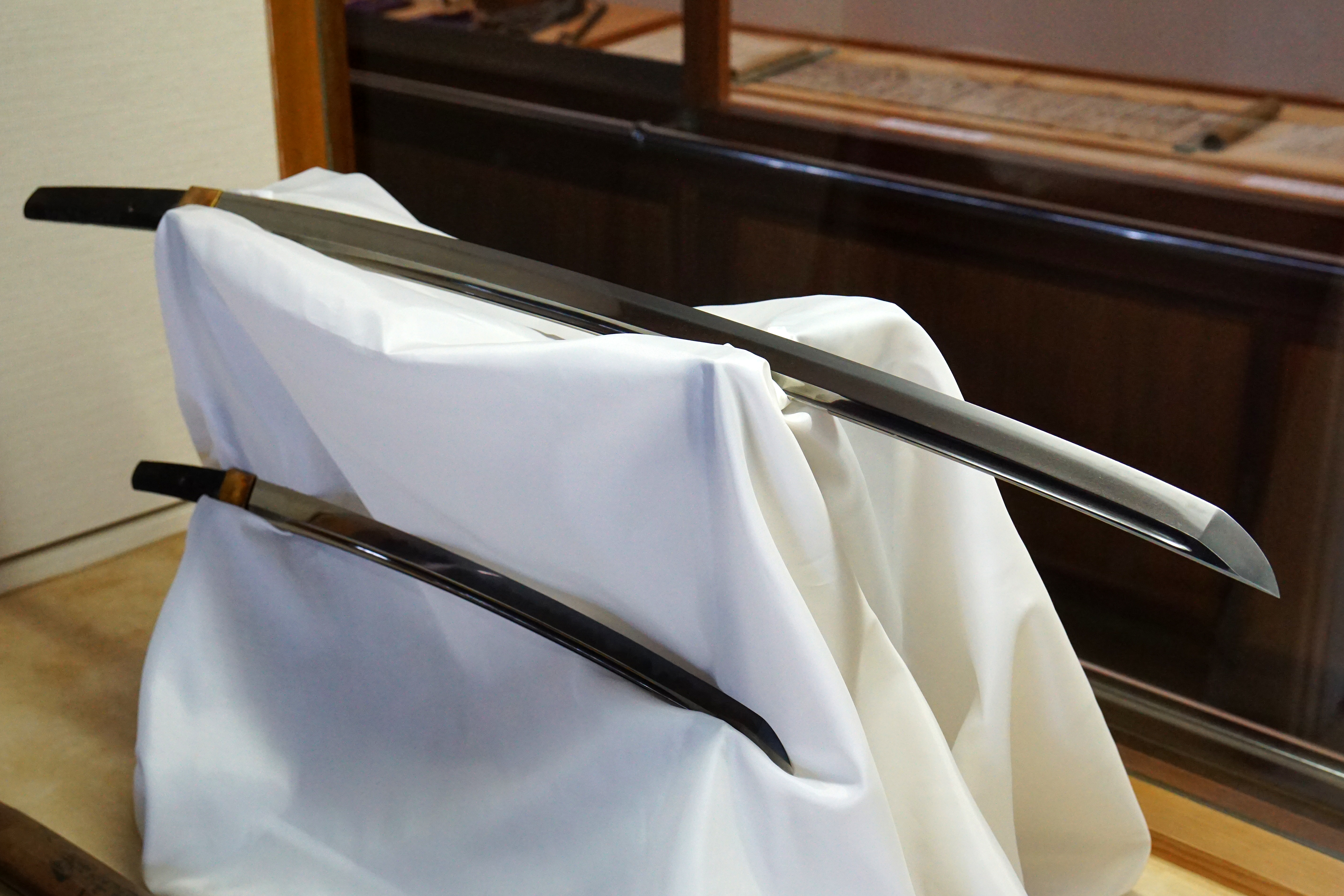
大石内蔵助の佩刀（大石神社蔵）

御家再興は絶望的となったのを受けて、7月28日、良雄は堀部武庸なども呼んで円山会議を開催し、吉良義央を討つことを決定した。また8月には貝賀友信（蔵奉行10両2石3人扶持）、大高忠雄らに神文返し（盟約の誓紙＝神文の返還）を実施し、死にたくない者は脱盟するようそれとなく促した。このときに奥野定良・進藤俊式・小山良師・岡本重之・長沢六郎右衛門・灰方藤兵衛・多川九左衛門ら、お家再興優先派が続々と脱盟していった。
一方、なお盟約に残った同志たちは次々と江戸へ下向していった。9月19日には大石良金が山科を発ち、さらに10月7日には良雄自身も垣見五郎兵衛と名乗って江戸へ下向した。『忠臣蔵』を題材にした物語では、「道中で本物の垣見五郎兵衛が出現して良雄と会見、五郎兵衛は良雄たちを吉良義央を討たんとする赤穂浪士と察して、自分が偽物だと詫びる」という挿話が入るが、これは創作である。また大石は、城前寺にて曽我兄弟の墓を叩いて壊し、墓石の破片をお守りとして携帯した。
良雄は10月26日には川崎平間村で、赤穂藩邸の有機肥料を買っていた豪農・軽部五兵衛宅に滞在して、ここから同志達に第一訓令を発した。さらに11月5日に良雄一行は江戸に入り、日本橋近くの石町三丁目の小山屋に住居を定めると、同志に吉良邸を探索させ、吉良邸絵図面を入手した。また吉良義央在邸確実の日を知る必要もあり、12月14日に吉良邸で茶会がある情報を入手させた。良雄は確かな情報と判断し、討ち入りは同日夜と決する。11月29日には瑤泉院の化粧料六百両余を、自身が消費した理由を書いた書状を落合勝信に届けさせた。大石は長矩の切腹後、瑤泉院に会うことは無く、書状での機嫌伺いすらしていない。
討ち入りの大義名分を記した口上書を作成し、12月2日、頼母子講を装って深川八幡の茶屋で全ての同志達を集結させた。これが最終会議となる。討ち入り時の綱領「人々心覚」が定められ、その中で武器、装束、所持品、合言葉、吉良の首の処置など事細かに定め、さらに「吉良の首を取った者も庭の見張りの者も亡君への御奉公では同一。よって自分の役割に異議を唱えない」ことを定めた。
12月15日未明。47人の赤穂浪士は本所吉良屋敷に討ち入った。表門は良雄が大将となり、裏門は嫡男大石良金が大将となる。2時間近くの激闘の末に、吉良義央が小屋から撃って出た処を、武林隆重が斬殺した。間光興が首級を取って良雄たち赤穂浪士一行は引き上げたが、奥平家と酒井家により鉄砲洲の旧赤穂藩邸には寄れず、織田家や伊達家に通行を阻まれつつも迂回して浅野長矩の墓がある泉岳寺へ引き揚げた。寺で大石は酒を求め皆で飲んだり、義士たちは粥を食べて上杉家と津軽家の襲撃に備えたあと、吉良義央の首級を亡き主君の墓前に供えて仇討ちを報告した。

### 四大名家お預かり
良雄は、吉田兼亮・富森正因の2名を大目付・仙石久尚の邸宅へ送り、口上書を提出して幕府の裁定に委ねた。午後6時頃、幕府から徒目付の石川弥一右衛門、市野新八郎、松永小八郎の3人が泉岳寺へ派遣されてきた。良雄らは彼らの指示に従って仙石久尚の屋敷へ移動した。
幕府は赤穂浪士を4つの大名家に分けてお預けとし、良雄は肥後熊本藩主細川綱利の屋敷に預けられ、世話役に堀内伝右衛門が充てられた。長男良金は松平定直の屋敷に預けられたため、この時が息子との今生の別れとなる。なお、大石らは夜中に狂言踊りで騒いだり、堀内が様子を見に来た所を、酒をたらふく飲ませて酩酊させたり、玄米といわし料理を出せと注文して困らせたりした。

### 最期

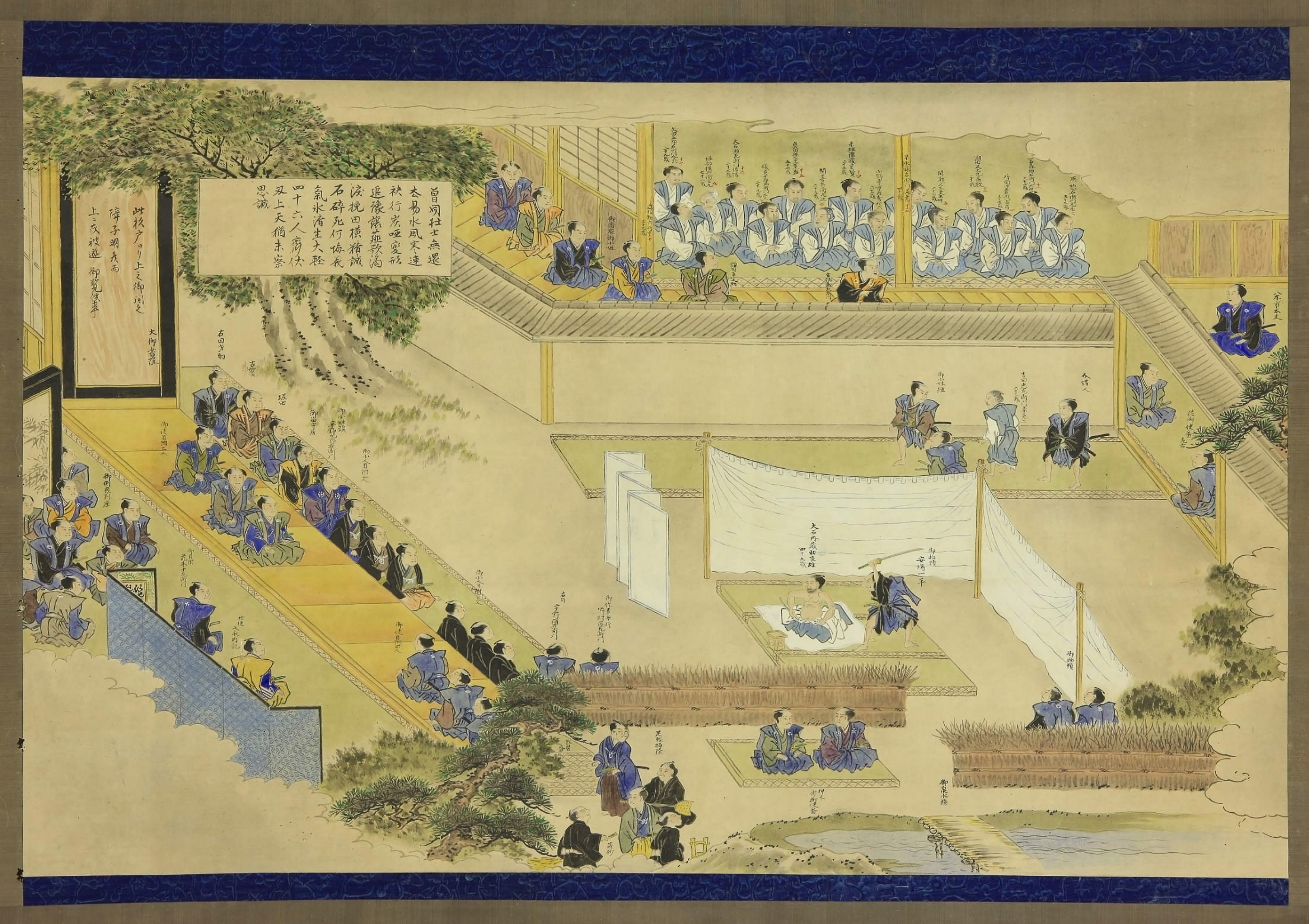
大石内蔵助義雄切腹之図

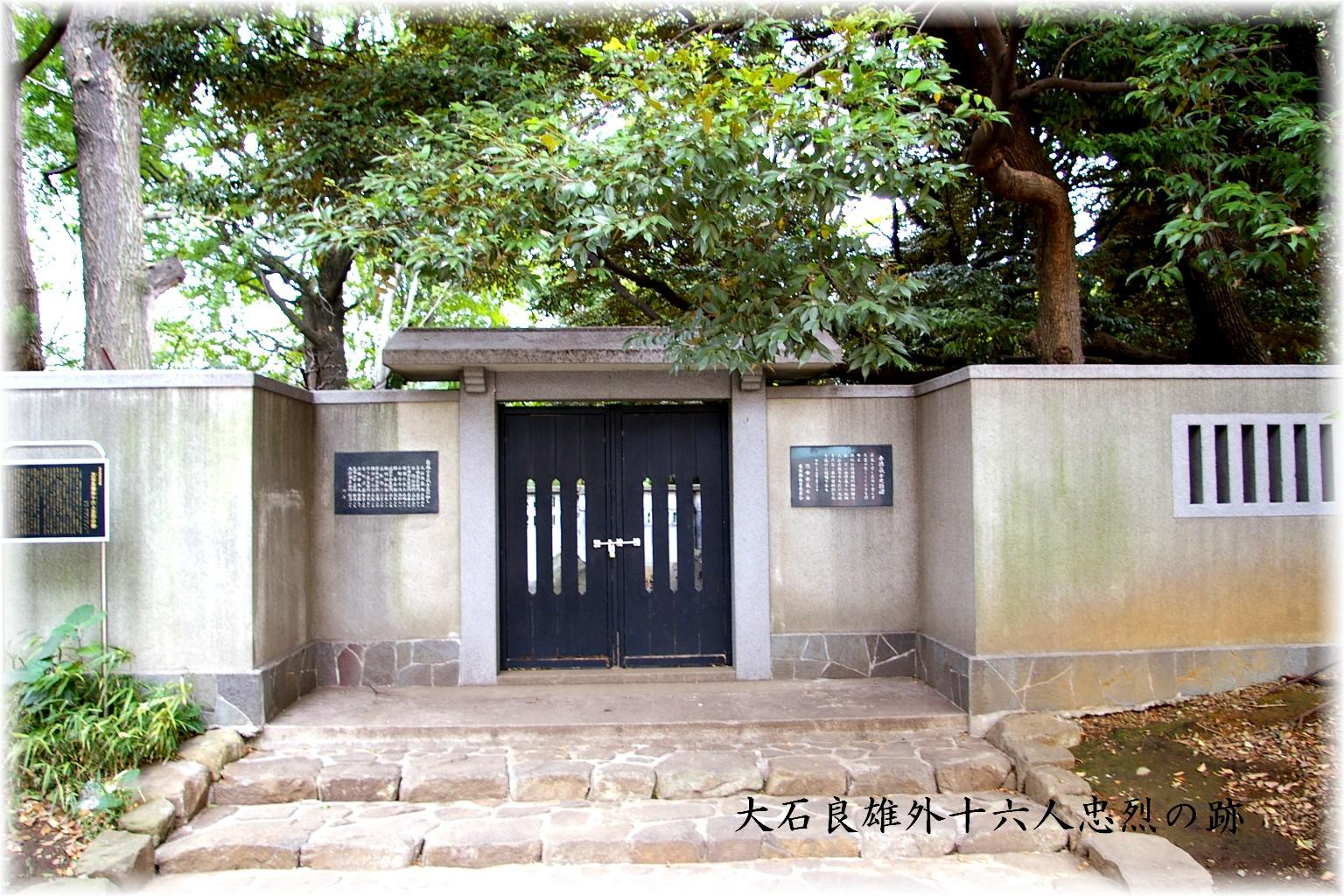
「大石良雄外十六人忠烈の跡」

元禄16年（1703年）2月4日、4大名家に切腹の命令がもたらされる。同日、幕府は吉良家当主・吉良義周（吉良義央の養子）の領地没収と信州配流の処分を決めた。細川邸に派遣された使者は、良雄と面識がある幕府目付・荒木政羽であり「徒党を組み押し入る始末、重々不届きにつき切腹を申し付ける」という上意を義士たちに伝えた。顔見知りのせいか『赤穂鍾秀記』では、大石がこの命令書に畏れ入らずに異議を唱えて云返をしたとある。
「軽い身分の者では義士に失礼なので、身分のある上士に介錯させるべし」との細川綱利の意向により、良雄は細川譜代家臣・安場久幸の介錯で切腹した。
『江赤見聞記』では大石の介錯を仕損じ、大声を出したので首を二度斬りをしたとあるが、細川家の記録（『堀内覚書』）には「かなりの時間がかかった」とあるだけで具体的な経緯は確認できない。
しかし、安場家に伝わる介錯刀は刃こぼれがあり、前当主で全国義士会連合会の会長を務めた安場保雅は「大石の首骨に何度も当たり、斬り落としに苦労した跡である」と記している。
享年45。亡骸は主君・浅野長矩と同じ高輪泉岳寺に葬られた。法名は忠誠院刃空浄剣居士。赤穂の花岳寺にも墓がある。

## 辞世の句

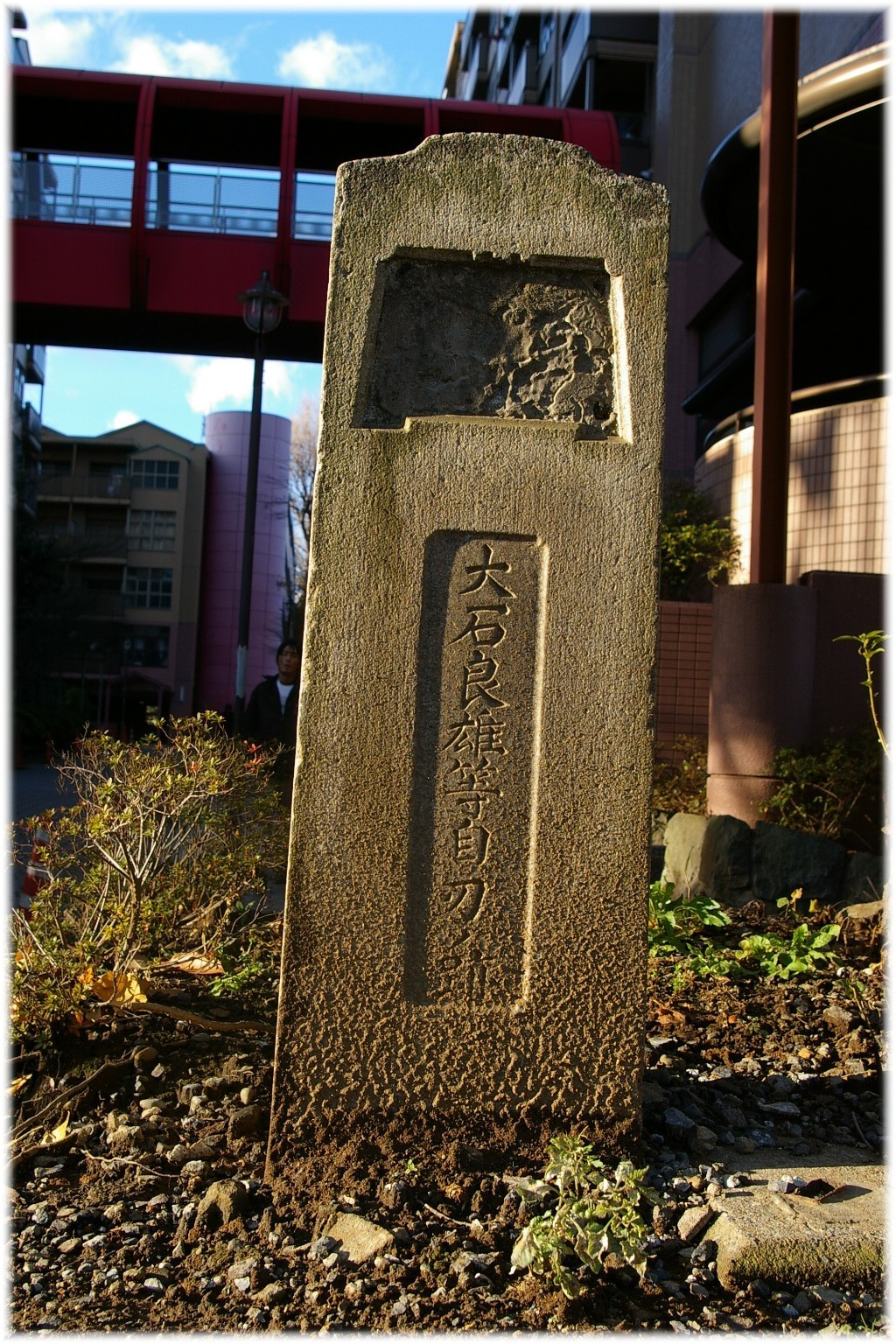
大石良雄等自刃の跡東京都港区高輪・二本榎通り

大石良雄の辞世の句一般には1または2として知られるが一部文献には3とされる。
1. あら楽し 思ひは晴るる 身は捨つる 浮世の月に かかる雲なし
2. あら楽や 思ひははるる 身は捨つる 浮世の月に かかる雲なし - 『介石記』、『江赤見聞記』、『義人遺草』
3. 極楽の 道はひとすぢ 君ともに 阿弥陀をそへて 四十八人

しかしながら1および2は浅野長矩の墓に対してのもので、実際には次が大石辞世の句として現存する。
- 武士の 矢並つくろふ 小手のうへに あられたはしる 那須のしの原

これは大石が辞世を書いたものを堀内伝右衛門が預かり、大石自身の手になる現物が今に残っている。石川九楊は大石の筆跡を「ふ」や「る」の止めが高く位置して、「当時の武家の基本書法である御家流を踏まえている」との印象を語っている。

## 人物評
- 「内蔵助生質静にして言葉少な也」東條守拙（赤穂浪士9士の預かりを担当した三河国岡崎藩主水野忠之の家臣）
- 「良雄人となり温寛にして度あり」栗山潜鋒（同時代の水戸学者）
- 「良雄人となり簡静にして威望あり」室鳩巣（同時代の儒学者）
- 「良雄人となり和易樸矜飾を喜ばず、国老に任ずといえども事に於いて預ること鮮し。しかも内実豪潔にして忠概を存じ最も族人に厚し。」三宅観瀾（同時代の水戸学者）

物静かで飾り気のない性格だが、度胸や威厳があった反面、家老の職にあるが有事には態度を保留しがちで、豪傑だが身内に甘い事が窺われる。
役立たずの「昼行燈」という呼称は人口に膾炙しており、大石の人物像を語るのに多用される。
その一方、『土芥寇讎記』では浅野内匠頭に暗君という評価を下しているので、「(前略）次に、家老の仕置も心もとない。若年の君主が色にふけるのを諫めないほどの「不忠の臣」の政道だからおぼつかない」と書かれている。名指しされている訳ではないが、その家老の中に大石良雄が含まれている可能性は高い。また、室鳩巣は『赤穂義人録』の中で大石の忠義や人格を高く評価する一方で、元々は温恭な君主である浅野内匠頭が刃傷事件を起こした一因として家臣がきちんと補佐して主君を正しい方向に導けなかったことにあると指摘し、特に家老である大石が「不学無術」であった責任は大きいとする。
瑤泉院の家臣・落合勝信は「大石は無類の好色で不行跡があり、金銭を放蕩に浪費する」と記している。、
また、同時代人の水間沾徳、少し後の時代人である池大雅、本居宣長、神沢杜口、五井蘭洲、横井也有、大我（白蓮社天誉）らは、大石についてよろしくない人物評を残している。

## 容姿・体躯

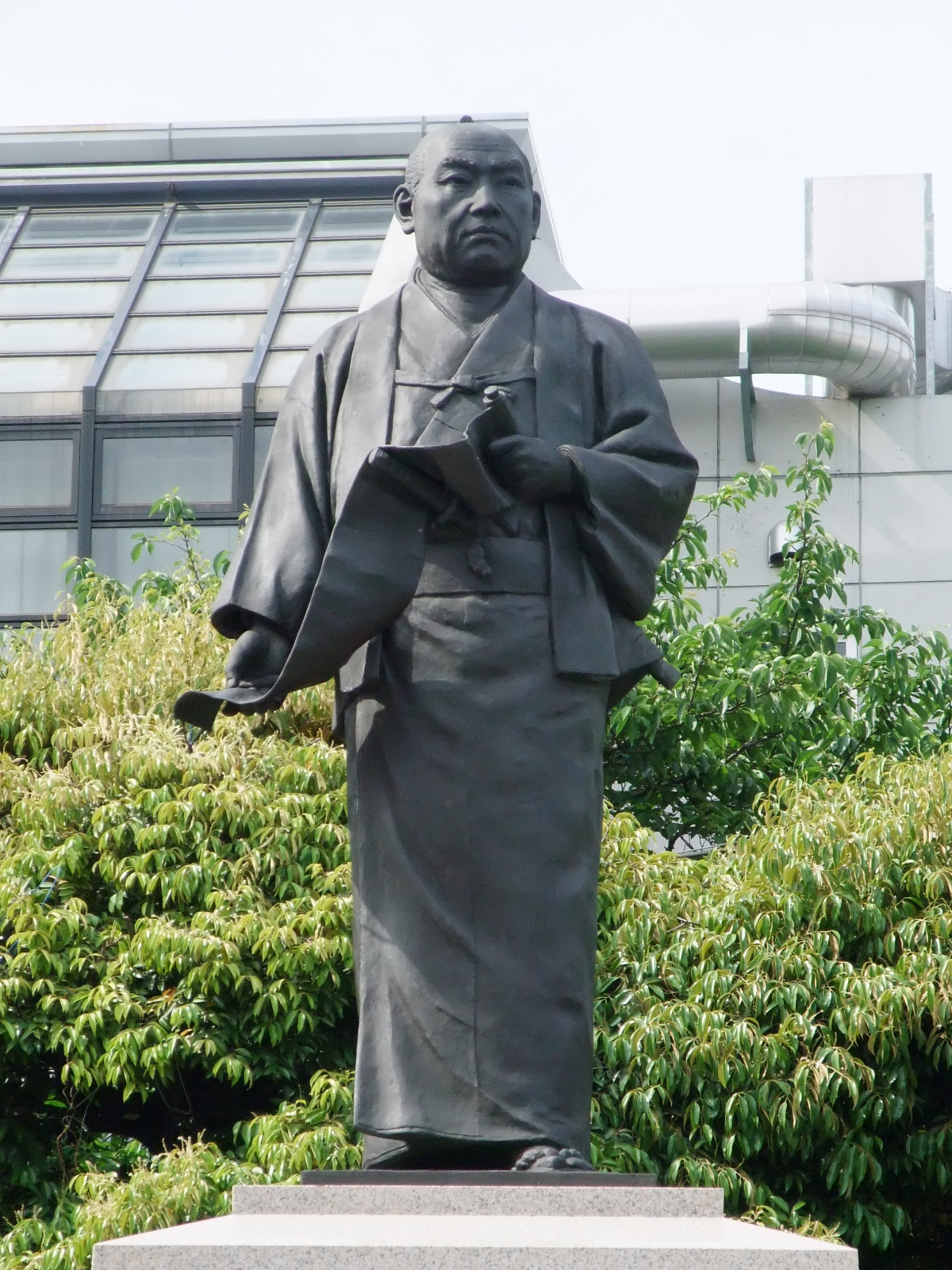
大石内蔵助の銅像 （東京都港区・泉岳寺）

- 身長は157cm程度だと言う。頭蓋骨の調査でこめかみの筋肉と下顎が発達していたことから庶民的な顔つきだったようである。目が細く、梅干しのような顔だったと赤穂義士たちからは評されている[23] 。肖像画・銅像などもそれを踏襲している。（画像参照）
- 『堀部武庸日記』では「皮膚病を病み、腕に腫物（疔）が出来ていた」と書かれている[24]。
- 富森の証言によれば、小太りの体形にも拘らず寒がりだったという。お預かりでは火鉢・炬燵・厚布団・羽織などを出すよう要求して堀内に断られている[25]。『堀内伝右衛門覚書』には「よく頭から布団を被っていた」と綴られる。
- 八助に与えた自画像（泉岳寺所蔵）や、松原公直「大石良雄切腹之図」では口髭や鬚の伸びた豪傑風に描かれている。（「最期」項の画像）

## その他
- 岡山などにある逸話では、実は良雄は、備前岡山藩池田家家老池田玄蕃の子で、はじめは池田久馬と名乗っていたが、大石良欽の養子入りをしたなどという話が残る。しかし良雄が切腹前に幕府に出した親類書には、「一、養父・実祖父　二十八年以前正月病死大石内蔵助　一、実父三十一年前九月病死大石権内」となっていることから、養子説の信憑性は低い。おそらく生母の出自にまつわって生じた俗説と考えられる。しかし地元の岡山などでは現在に至るまで広く信じられているようである。

## 遺品
- 太刀則長二尺八寸金拵・備前清光 - 泉岳寺住職・酬山の売却により現存しない。
- 脇差二尺『万山不重君恩重一髪不軽臣命軽』彫木柄 - 熊本藩に伝承も細川重賢が処分し散佚[26]。
- 佩刀 - 銘・由来不詳。赤穂大石神社所蔵。（画像参照）

## 赤穂浪士終焉の地
- 大石良雄外十六人忠烈の跡 - 東京都港区高輪一丁目
- 水野監物邸跡 - 東京都港区芝五丁目
- 大石主税良金ら十士切腹の地 - 東京都港区三田二丁目
- 長門長府城主毛利甲斐守綱元麻布上屋敷跡 - 東京都港区六本木六丁目

## 大石良雄を扱った作品

### 関連商品
- 郵便切手「石川五右衛門／大石内蔵助」（歌舞伎シリーズ第5集）1992年4月10日発行。